# Pistolet maszynowy Orița M41
Orița M41 – rumuński pistolet maszynowy na nabój kalibru 9 mm z okresu II wojny światowej.

## Historia
Rumunia rozpoczęła produkcję pistoletu maszynowego własnej konstrukcji w początkach 1941. Przedsięwzięcie to jest związane z grupą czeskich inżynierów zatrudnionych w Państwowej Wytwórni Uzbrojenia w Cugir. Konstruktorem broni był Leopold Jaska. Pistolet był produkowany do 1944. Skonstruowano też wersję ze składaną kolbą.

## Służba
Pistolet maszynowy Orița M41 był używany tylko przez armię w okresie wojny oraz przez armię i milicję rumuńską w okresie powojennym.